# Religión mesoamericana
La religión fue uno de los elementos más importantes de la vida de las culturas de Mesoamérica, quienes creían que antes eran superiores y dominaban el universo. Cada civilización tenía sus propios dioses, sus costumbres y su mitología. La cosmogonía azteca, por ejemplo, planteaba la teoría de los cuatro soles. Los mayas, por otra parte, relataban en el Popol Vuh la historia de Hunahpú e Ixbalanqué, héroes que dieron origen al Sol y a la Luna.
La gran mayoría de las zonas arqueológicas fueron concebidas como centros ceremoniales, a fin de que las grandes masas pudieran congregarse durante los ritos de adoración. Los más importantes fueron:
- Monte Albán, en los valles centrales de Oaxaca. Se trata de una enorme plaza que permitía contemplar a través de montículos las celebraciones, incluía espacios para danzantes y juegos de pelota.

- Mitla, centro ceremonial zapoteco-mixteco. Heredera de la tradición de Monte Albán, está orientada en eje norte-sur y sus estrechos pasillos permiten apreciar la suntuosidad de lo que alguna vez fue.

- Uxmal. Aquí se encuentran zonas arqueológicas como la Casa del Adivino, el Cuadrángulo de las Monjas y el Palacio del Gobernador.

- Chichén Itzá. El Castillo permite apreciar cada equinoccio la baja de Kukulkán, el dios que fertilizará las tierras.

- Teotihuacán. Tal vez el centro más representativo de cuantos se construyeron en Mesoamérica. En la "ciudad de los Dioses" se encuentran tres pirámides bien construidas: la del Sol, la de la Luna y la de Quetzalcóatl.

La religión maya tenía ciertos rasgos de politeísmo, pues el dios supremo era conocido como Hunab Ku y su hijo, Itzaná, reunía casi todas las propiedades de otros dioses. Otras deidades muy veneradas fueron Chaac, el dios de la lluvia, y Kukulcán, relacionado con Venus.
Como se mencionó, los aztecas en su mitología integraban a los cuatro elementos como cuatro soles, a saber: Atonatiuh era el sol de agua, Ehecatonatiuh el sol de aire, Tletonatiuh era el sol de fuego, y la mujer Tonacacíhuatl era el sol de tierra.